# Bámiján-völgy
A Bámiján-völgy, hivatalos megnevezéssel Bámiján-völgyi kultúrtáj és régészeti leletegyüttes Afganisztán 2003 óta világörökségi védelmet élvező kulturális emléke az ország középső részén, Kabultól 230 kilométerre északnyugat-nyugatra, Bámiján tartományban, 2500 méteres tengerszint feletti magasságban. A leletegyüttes legjelentősebb részét képezték a sziklafalból a 6. században kifaragott, 2001-ben a tálibok által elpusztított hatalmas bámijáni Buddhák (pastuul د بودا بتان په باميانو کې, perzsául تندیسهای بودا در باميان), a gandhárai művészet legszebb alkotásai.
Földrajzi koordinátái: é. sz. 34° 49′ 50″, k. h. 67° 49′ 23″34.830556°N 67.823056°E

## Történelme
A Bámiján-völgy a 2–8. század között a Kína és India piacait a Közel-Kelettel és Európával összekötő karavánúton feküdt, s a krónikák a közeli Bámiján városáról mint virágzó buddhista kereskedővárosról emlékeznek meg. Az 5. századig a Kusán Birodalom, a 6–7. században heftalita hercegek, a nyugati türkök hűbéresei uralták, a 8. században a szaffárida uralkodók foglalták el. A 12. századig Gandhára tartomány területén feküdt, s ebben az időszakban már jó néhány buddhista és hinduista kolostor működött a Bámiján-völgy tágabb környezetében, amelyek egyúttal a görög és buddhista művészeti stílusok ötvözésével született gréko-baktriai művészet bölcsői is voltak.
A Bámiján-völgyi buddhista kolostor a 2. századtól a 9. századi iszlám invázióig állt fenn. A szerzetesek a sziklafalba vájt barlangokban éltek, sokuk saját cellája belső falát freskóval borította vagy kisebb szoboregyütteseket faragott ki belőle. A legnevezetesebb alkotásuk azonban a kolostort közrefogó, egymástól mintegy másfél kilométernyire található, két hatalmas – 55, illetve 37 méter magas – szobor, amelyek Földünk leghatalmasabb álló Buddha-szobraiként voltak ismertek. A kisebbik 507-ben, a nagyobbik 554-ben, a heftalita uralom virágkorában, a 2. századi nagy uralkodó, Kaniska parancsára, azaz majd négy évszázadnyi munkát követően készült el.
A szobrok törzsét a homokkő sziklafalból faragták ki, a további kiegészítő elemek – az arc részletei, a ruházat redői, a végtagok – pedig gipszstukkóval borított törekes sárból készültek. A végtagok tartását rejtett faszerkezettel biztosították, erre utalhat az egykor feltehetően a cölöpszerű fakonzolokat magukba fogadó, a szobrok felületén látható kör keresztmetszetű lukak sora. Egyes feltételezések szerint a szobrok arcainak felső részét hatalmas famaszkok boríthatták. Hogy a szobrok életszerűségét fokozzák, felületüket – különösen az arcokat, a kezeket és a ruházat gyűrődéseit – eredetileg megfestették (e színek a modern korra erősen megkoptak), a nagyobbik Buddha-alakot egyöntetűen kárminvörössel, a kisebbiket többféle színnel festették. Eredetileg a Buddhákat befogadó kőfülkék falait is festmények borították. A 630-ban e vidéken járt kínai utazó, Xuanzang beszámolója szerint a Buddha-szobrokat arannyal és fém ékszerekkel díszítették, s egy harmadik, a másik kettőnél hatalmasabb szoborról is említést tesz (erre, vagy esetleges nyomaira még nem bukkantak rá a régészek).
A 12. századot követően a Bámiján-völgyet meghódító iszlám uralkodók mindent elkövettek a monumentális buddhista szobrok, freskók és egyéb kézművesemlékek elpusztításáért. A 12. században a Gaznavidák (Mahmúd al-Gazní), a 17. században Aurangzeb nagymogul, a 18. században pedig a perzsa Nadir sah egyaránt nehéztüzérséggel igyekezett elpusztítani a szobrokat – sikertelenül.
Miután a szobrok többé-kevésbé érintetlenül átvészeltek másfél ezer esztendőt, az Afganisztánban hatalomra került tálib kormányzatnak sikerült az, ami elődeinek nem: a Buddha-szobrok elpusztítása. 1999 júliusában a tálib Mohammed Omár molla még a Buddha-szobrok megóvása érdekében adott ki nyilatkozatot, amelyben kiemelte, hogy miután Afganisztánban nem él már buddhista lakosság, annak „veszélye” nem áll fenn, hogy a szobrok élő vallásgyakorlathoz kötődő helyszínné váljanak, ellenben az ország turisztikai potenciálja szempontjából a leletegyüttes mindenképpen megőrzendő. Az iszlamista hangadók azonban mint az iszlámot sértő emberábrázolást bélyegezték meg a szobrokat, s a Talibán Iszlám Emirátus Legfelsőbb Bírósága 2001 márciusában rendeletet adott ki, amelynek értelmében az országban található valamennyi szobor elpusztítandó. Ugyanabban a hónapban a nemzetközi tiltakozás ellenére kezdetét vette és március közepére le is zárult a Bámiján-völgyi szobrok lerombolása. Szemtanúk szerint pakisztáni és szaúdi mérnökök is segédkeztek a rombolásban.
Noha a Buddhák nagyrészt elpusztultak, s csak az őket befogadó kőfülkék maradtak meg, körvonalaik felismerhetőek, a valamikori buddhista szerzetesek barlangjai pedig továbbra is érintetlenül megmaradtak. A szobrok elpusztítását követően a tálib megszállás alól felszabadult Afganisztánban lehetőség nyílt a szobrokat helyreállító munkára. A japán kormányzat kezdeményezésére – és olyan intézmények közreműködésével, mint a bubendorfi Afganisztán Intézet, a zürichi Szövetségi Műszaki Főiskola – kezdetét vette a hiteles helyreállítás előkészítése. 2003-ban a Bámiján-völgyi buddhista emlékeket mint veszélyeztetett kulturális helyszínt vették fel az UNESCO világörökségi listájára.